# Swierstra's frankolijn
Swierstra's frankolijn (Pternistis swierstrai) is een bedreigde vogelsoort uit de familie fazantachtigen (Phasianidae), endemisch in Angola. In 1907 werd de vogel verzameld maar niet herkend als een nieuwe soort. In 1927 werd opnieuw een exemplaar verzameld. De wetenschappelijke naam van de soort werd op grond van deze vondst in 1929 door Austin Roberts geldig gepubliceerd en vernoemd naar Cornelis Jacobus Swierstra. Swierstra was een in Amsterdam geboren en aan de UvA afgestudeerde entomoloog en later directeur van het Transvaal Museum  in Zuid-Afrika.

## Kenmerken
De vogel is 33 cm lang. Het is een zwart-wit klein soort frankolijn met een rode snavel en rode poten. Het mannetje heeft een brede, zwarte borstband en daaronder een witte buik met zwarte stippels. De bovendelen lijken zwart, maar zijn feitelijk zeer donkerbruin. Het vrouwtje wijkt niet sterk af, zij is meer roestkleurig bruin op de rug.

## Verspreiding en leefgebied
De vogel komt op minstens drie verschillende locaties in West-Angola voor in montaan bos en aan bosranden en rotsige graslanden.

## Status
Swierstra's frankolijn heeft een beperkt verspreidingsgebied en daardoor is de kans op uitsterven aanwezig. De grootte van de populatie werd in 2010 door BirdLife International geschat op 1000 tot 2500 individuen en de populatie-aantallen nemen af door habitatverlies. Het leefgebied wordt aangetast door ontbossing waarbij natuurlijk bos wordt omgezet in gebied voor zelfvoorzieningslandbouw. Daarnaast wordt de vogel sterk bejaagd. Om deze redenen staat deze soort als kwetsbaar op de Rode Lijst van de IUCN.